# Olympische Sommerspiele 1996/Tischtennis
Bei den XXVI. Olympischen Spielen 1996 in Atlanta wurden vom 23. Juli bis 1. August 1996 vier Wettbewerbe im Tischtennis ausgetragen. Spielort war das Georgia World Congress Center.

## Bilanz

### Medaillenspiegel
| Platz  | Land              | Gold | Silber | Bronze | Gesamt |
| ------ | ----------------- | ---- | ------ | ------ | ------ |
| 1      | China             | 4    | 3      | 1      | 8      |
| 2      | Chinesisch Taipeh | —    | 1      | —      | 1      |
| 3      | Südkorea          | —    | —      | 2      | 2      |
| 4      | Deutschland       | —    | —      | 1      | 1      |
| Gesamt | Gesamt            | 4    | 4      | 8      | 16     |

### Medaillengewinner
| Disziplin     | Gold                              | Silber                       | Bronze                             |
| ------------- | --------------------------------- | ---------------------------- | ---------------------------------- |
| Männer Einzel | Liu Guoliang (CHN)                | Wang Tao (CHN)               | Jörg Roßkopf (GER)                 |
| Frauen Einzel | Deng Yaping (CHN)                 | Chen Jing (TPE)              | Qiao Hong (CHN)                    |
| Männer Doppel | Liu Guoliang / Kong Linghui (CHN) | Lü Lin / Wang Tao (CHN)      | Yoo Nam-kyu / Lee Chul-seung (KOR) |
| Frauen Doppel | Deng Yaping / Qiao Hong (CHN)     | Liu Wei / Qiao Yunping (CHN) | Park Hae-jung / Ryu Ji-hae (KOR)   |

## Austragungsmodus
Der Austragungsmodus hat sich im Prinzip gegenüber den Spielen 1988 nicht geändert:
- Im Herren- und Dameneinzel werden acht Vorrunden-Gruppen mit je vier Teilnehmern im Modus Jeder gegen Jeden ausgetragen. Die Ersten erreichen das Achtelfinale, wo es im K.-o.-System weitergeht.
- In den Doppelwettbewerben werden zunächst acht Vorrundengruppen mit je 4 Paarungen im Modus Jeder gegen Jeden ausgespielt. Die Ersten sind für das Viertelfinale qualifiziert und spielen hier im K.-o.-System weiter.
- Die Bronzemedaille wird ausgespielt. Bisher erhielten Platz drei und Platz vier eine Medaille.

## Wissenswertes
Für 20 Aktive waren es die dritten Olympischen Spiele, an der sie teilnahmen. Sie waren somit bei allen bisherigen Olympischen Spielen vertreten. Valentina Popovová gehörte zu diesen Spielern. Sie wurde jedes Mal per Wildcard eingeladen und startete immer für eine andere Nation: 1988 UdSSR, 1992 GUS und 1996 Slowakei. Der 30-jährige Brasilianer Claudo Kano hatte sich bereits für die Teilnahme qualifiziert. Kurz vor Beginn des Turniers kam er in São Paulo bei einem Verkehrsunfall ums Leben. Peter Pfister aus Fürstenfeldbruck war Hauptschiedsrichter im Finale des Damendoppels.